# 塞瓦斯托波爾車站
塞瓦斯托波爾（羅馬化：Sevastopol）是克里米亞半島（烏克蘭法理領土，2014年克里米亚危机后由俄国强占并实际控制）塞瓦斯托波爾的主要鐵路車站。車站於1875年啟用，原建築在二戰期間被毀。現在的鐵路大樓建於1950年。